# Campionati europei di atletica leggera 2022 - 100 metri piani maschili
La specialità dei 100 metri piani maschili dei campionati europei di atletica leggera 2022 si è svolta tra il 15 e il 16 agosto all'Olympiastadion di Monaco di Baviera, in Germania.

## Podio
| Pos.    | Atleta         | Nazionalità   | Tempo | Note                          |
| ------- | -------------- | ------------- | ----- | ----------------------------- |
| Oro     | Marcell Jacobs | Italia        | 9"95  | =                             |
| Argento | Zharnel Hughes | Gran Bretagna | 9"99  |                               |
| Bronzo  | Jeremiah Azu   | Gran Bretagna | 10"13 | Miglior prestazione personale |

## Situazione pre-gara

### Record
Prima di questa competizione, il record del mondo (RM), il record europeo (EU) e il record dei campionati (RC) erano i seguenti.
| Record                | Prestazione | Atleta                       | Data                             | Competizione         |
| --------------------- | ----------- | ---------------------------- | -------------------------------- | -------------------- |
| Record mondiale       | 9"58        | Usain Bolt Giamaica          | 16 agosto 2009 Berlino, Germania | Mondiali 2009        |
| Record europeo        | 9"80        | Marcell Jacobs Italia        | 1º agosto 2021 Tokyo, Giappone   | Giochi olimpici 2021 |
| Record dei campionati | 9"95        | Zharnel Hughes Gran Bretagna | 7 agosto 2018 Berlino, Germania  | Europei 2018         |

### Campione in carica
Il campione europeo in carica era:
| Campione | Atleta                       | Prestazione | Data                            | Competizione |
| -------- | ---------------------------- | ----------- | ------------------------------- | ------------ |
| Europeo  | Zharnel Hughes Gran Bretagna | 9"95        | 7 agosto 2018 Berlino, Germania | Europei 2018 |

### La stagione
Prima di questa gara, gli atleti europei con le migliori tre prestazioni dell'anno erano:
| Pos. | Atleta                       | Prestazione | Data                                         |
| ---- | ---------------------------- | ----------- | -------------------------------------------- |
| 1    | Reece Prescod Gran Bretagna  | 9"93        | 31 maggio 2022 Ostrava, Repubblica Ceca      |
| 2    | Zharnel Hughes Gran Bretagna | 9"97        | 15 luglio 2022 Eugene, Stati Uniti d'America |
| 3    | Méba-Mickaël Zeze Francia    | 9"99        | 3 luglio 2022 La Chaux-de-Fonds, Svizzera    |

## Risultati

### Batterie
Le batterie si sono corse a partire dalle 10:40 del 15 agosto. I primi 3 di ogni batteria (Q) e l'ulteriore tempo migliore tra gli esclusi (q) si qualificano alle semifinali.

#### Batteria 1
| Posizione | Corsia | Atleta                 | Nazionalità | Tempo | Note |
| --------- | ------ | ---------------------- | ----------- | ----- | ---- |
| 1         | 6      | Ján Volko              | Slovacchia  | 10"22 | Q    |
| 2         | 4      | Henrik Larsson         | Svezia      | 10"31 | Q    |
| 3         | 5      | Przemysław Słowikowski | Polonia     | 10"35 | Q    |
| 4         | 7      | Karl Erik Nazarov      | Estonia     | 10"39 |      |
| 5         | 3      | Joris van Gool         | Paesi Bassi | 10"45 |      |
| -         | 8      | Kojo Musah             | Danimarca   | dnf   |      |

#### Batteria 2
| Posizione | Corsia | Atleta              | Nazionalità | Tempo | Note |
| --------- | ------ | ------------------- | ----------- | ----- | ---- |
| 1         | 4      | Pascal Mancini      | Svizzera    | 10"24 | Q    |
| 2         | 8      | Kayhan Özer         | Turchia     | 10"31 | Q    |
| 3         | 3      | Kobe Vleminckx      | Belgio      | 10"34 | Q    |
| 4         | 5      | Samuli Samuelsson   | Finlandia   | 10"39 |      |
| 5         | 6      | Adrian Brzeziński   | Polonia     | 10"46 |      |
| 6         | 7      | Francesco Sansovini | San Marino  | 10"82 |      |

#### Batteria 3
| Posizione | Corsia | Atleta                 | Nazionalità | Tempo | Note     |
| --------- | ------ | ---------------------- | ----------- | ----- | -------- |
| 1         | 8      | Israel Olatunde        | Irlanda     | 10"19 | Q        |
| 2         | 7      | Dominik Kopeć          | Polonia     | 10"30 | Q        |
| 3         | 4      | Emre Zafer Barnes      | Turchia     | 10"33 | (.321) Q |
| 4         | 6      | Carlos Nascimento      | Portogallo  | 10"33 | (.328) q |
| 5         | 2      | Frederik Schou-Nielsen | Danimarca   | 10"34 |          |
| 6         | 5      | Zdeněk Stromšík        | Rep. Ceca   | 10"60 |          |
| -         | 3      | Sergio López           | Spagna      | dq    | TR16.8   |

### Semifinali
Le semifinali si sono corse a partire dalle 20:05 del 16 agosto. I primi 2 di ogni semifinale (Q) e i 2 tempi migliori tra gli esclusi (q) si qualificano alla finale.

#### Semifinale 1
| Posizione | Corsia | Atleta             | Nazionalità   | Tempo | Note |
| --------- | ------ | ------------------ | ------------- | ----- | ---- |
| 1         | 5      | Zharnel Hughes     | Gran Bretagna | 10"03 | Q    |
| 2         | 3      | Jeremiah Azu       | Gran Bretagna | 10"17 | Q    |
| 3         | 4      | Jimmy Vicaut       | Francia       | 10"18 |      |
| 4         | 6      | Lucas Ansah-Peprah | Germania      | 10"19 |      |
| 5         | 8      | Pascal Mancini     | Svizzera      | 10"23 |      |
| 6         | 1      | Henrik Larsson     | Svezia        | 10"28 |      |
| 7         | 2      | Kayhan Özer        | Turchia       | 10"34 |      |
| 8         | 7      | Markus Fuchs       | Austria       | 10"42 |      |

#### Semifinale 2
| Posizione | Corsia | Atleta            | Nazionalità   | Tempo | Note             |
| --------- | ------ | ----------------- | ------------- | ----- | ---------------- |
| 1         | 6      | Reece Prescod     | Gran Bretagna | 10"10 | Q                |
| 2         | 5      | Chituru Ali       | Italia        | 10"12 | Q                |
| 3         | 1      | Ján Volko         | Slovacchia    | 10"13 | q =              |
| 4         | 7      | Mouhamadou Fall   | Francia       | 10"16 | q                |
| 5         | 3      | Owen Ansah        | Germania      | 10"20 |                  |
| 6         | 8      | Dominik Kopeć     | Polonia       | 10"23 |                  |
| 7         | 2      | Carlos Nascimento | Portogallo    | 10"40 |                  |
| -         | 4      | Jak Ali Harvey    | Turchia       | dq    | TR16.5.3, TR16.8 |

#### Semifinale 3
| Posizione | Corsia | Atleta                 | Nazionalità   | Tempo | Note                                     |
| --------- | ------ | ---------------------- | ------------- | ----- | ---------------------------------------- |
| 1         | 4      | Marcell Jacobs         | Italia        | 10"00 | Q                                        |
| 2         | 7      | Israel Olatunde        | Irlanda       | 10"20 | Q                                        |
| 3         | 5      | Méba-Mickaël Zeze      | Francia       | 10"21 | (.202)                                   |
| 4         | 3      | Julian Wagner          | Germania      | 10"21 | (.207)                                   |
| 5         | 1      | Przemysław Słowikowski | Polonia       | 10"24 | Miglior prestazione personale stagionale |
| 6         | 6      | Ojie Edoburun          | Gran Bretagna | 10"25 |                                          |
| 7         | 2      | Kobe Vleminckx         | Belgio        | 10"34 |                                          |
| 8         | 8      | Emre Zafer Barnes      | Turchia       | 10"41 |                                          |

### Finale
La finale si è corsa alle 22:15 del 16 agosto.
| Posizione | Corsia | Atleta          | Nazionalità   | Tempo | Note                          |
| --------- | ------ | --------------- | ------------- | ----- | ----------------------------- |
| Oro       | 6      | Marcell Jacobs  | Italia        | 9"95  | =                             |
| Argento   | 3      | Zharnel Hughes  | Gran Bretagna | 9"99  |                               |
| Bronzo    | 8      | Jeremiah Azu    | Gran Bretagna | 10"13 | Miglior prestazione personale |
| 4         | 1      | Ján Volko       | Slovacchia    | 10"16 |                               |
| 5         | 2      | Mouhamadou Fall | Francia       | 10"17 | (.164)                        |
| 6         | 7      | Israel Olatunde | Irlanda       | 10"17 | (.168)                        |
| 7         | 5      | Reece Prescod   | Gran Bretagna | 10"18 |                               |
| 8         | 4      | Chituru Ali     | Italia        | 10"28 |                               |